# جو کول
جوزف جان جو کول (به انگلیسی: Joseph John "Joe" Cole) بازیکن فوتبال اهل انگلستان است. او سابقهٔ بازی در تیم‌هایی چون وستهام یونایتد، چلسی، لیل و لیورپول را دارد. همچنین در جام جهانی فوتبال ۲۰۰۶ و جام جهانی فوتبال ۲۰۱۰ برای تیم ملی انگلستان بازی کرده‌است.
او در مجموع ۶۷۷ بازی برای هفت باشگاه انجام داد. کول در طول دوران بازی خود ۹۷ گل به ثمر رساند و ۸۹ پاس گل به هم‌تیمی‌های خود داد.